# La Boisse
La Boisse är en kommun i departementet Ain i regionen Auvergne-Rhône-Alpes i östra Frankrike. Kommunen ligger  i kantonen Montluel som ligger i arrondissementet Bourg-en-Bresse. Kommunens areal är 9,4 km². År 2022 hade La Boisse 3 401 invånare.

## Befolkningsutveckling
Antalet invånare i kommunen La Boisse
Referens: INSEE